# Борис Солтарийски
Борис Солтарийски е български певец, вокал на Ку-Ку бенд, изявява се и като водещ.

## Биография
Роден е във Враца на 26 февруари 1982 г. До тригодишна възраст е живял във Враца. През 1985 г. родителите му се местят в София. Има по-голям брат. Завършва средното си образование в колеж по мениджмънт „Братя Миладинови“ София.
Занимава се с музика от 12-годишна възраст. На 15 години тръгва на уроци по пеене. Висшето си образование завършва в ДМА „Панчо Владигеров“ с профил поп и джаз пеене. Дипломира се през 2007 г.
От ноември 2019 г. води шоуто „Вечерта на Северозапада“ по 7/8 TV заедно с Краси Радков и Георги Милчев.
През септември 2020 г. участва в предаването на Нова телевизия „Маскираният певец“ в ролята на Змията.

## Група „Хазарт“
През лятото на 1999 г. в София, Борис Солтарийски (вокали), Драгомир Мънзов (китара/вокали), Мартин Стефанов (бас) и Фабрицио Паризи (ударни) създават група „Хазарт“. Дебютната им авторска песен е „Повярвай ми“, която веднага се завърта по радиостанциите в България.
През 2000 г. Мартин Стефанов е заменен от Михаил Ковачев. По това време групата започва работа по своя дебютен албум, който е окончателно готов през пролетта на 2001 г. Албумът е озаглавен „Хазарт“, а най-популярните песни в него са „Тясно“, „Нека“ и „Докога?“. През лятото на същата година „Хазарт“ представят албума си с участия в над двадесет града в страната, както и с концерт в Сърбия съвместно с група „Сигнал“.
През есента на 2001 г. „Хазарт“ обявяват конкурс за нов барабанист. Новото попълнение е Емилиян Драганов, с който стартират записите по втория си албум. Първият сингъл от него е кавърверсията на песента на Сигнал „Скъп спомен мой“.

### Песни
- „Повярвай ми“ (албум „Хазарт“)
- „Молитва“ (албум „Хазарт“)
- „За теб“ (албум „Хазарт“)
- „Тясно“ (албум „Хазарт“)
- „Сънувай“ (албум „Хазарт“)
- „Да бъдеш“ (албум „Хазарт“)
- „Нека“ (албум „Хазарт“)
- „Смутни времена“ (албум „Хазарт“)
- „Докога“ (албум „Хазарт“)
- „I Drown In You“ (неиздаден албум с група „Хазарт“)
- „Няма, няма няма да чакам“ (неиздаден албум с група „Хазарт“)
- „Скъп спомен мой“ (неиздаден албум с група „Хазарт“)
- „Рисувам“ (неиздаден албум с група „Хазарт“)
- „Дъждът ще ни вали“ (неиздаден албум с група „Хазарт“)
- „Ние сме различни“, featuring DJ Silver (неиздаден албум с група „Хазарт“)
- „Пак ще се прегърнем“ (неиздаден албум с група „Хазарт“)

## Ку-Ку бенд
В „Шоуто на Слави“, като част от Ку-Ку бенд, работи от 2004 г., след като печели конкурса „Аз пея в Ку-Ку бенд“ заедно с Нели Петкова. Следват редица изяви, сред които участие на три турнета из цяла България, концерти в НДК, турне в САЩ, както и участие в най-рейтинговите предавания в българския ефир.
През 2009 година Борис Солтарийски е водещ на риалитито „Бягство към победата“, а след това и на „Музикална академия Ку ку бенд – Стани поп фолк звезда“ заедно с Нели Петкова.

## Песни
| Година | Песен                                                | Албум            | №  | Клип |      |                                     |   |   |    |
| ------ | ---------------------------------------------------- | ---------------- | -- | ---- | ---- | ----------------------------------- | - | - | -- |
| Година | Песен                                                | Албум            | №  | Клип | 2005 | „Истина измислена“ (с Лора Владова) | / | 1 | не |
| 2007   | „Искам да бъда“ (със Слави, Нели и Ку-Ку бенд)       | Ние продължаваме | 2  | не   |      |                                     |   |   |    |
| 2007   | „Целуни ме“                                          | Ние продължаваме | 3  | да   |      |                                     |   |   |    |
| 2007   | „Дали Съм Жив“ (с Нели Петкова)                      | Ние продължаваме | 4  | не   |      |                                     |   |   |    |
| 2009   | „Завинаги“                                           | No Mercy         | 5  | не   |      |                                     |   |   |    |
| 2009   | „Защото те обичам“                                   | No Mercy         | 6  | не   |      |                                     |   |   |    |
| 2010   | „Лудо Младо“                                         | Македония        | 7  | не   |      |                                     |   |   |    |
| 2010   | „Македонско девойче“                                 | Македония        | 8  | не   |      |                                     |   |   |    |
| 2010   | „Нямаш право“ (с участието на Йордан Йончев-Гъмзата) | Един от многото  | 9  | да   |      |                                     |   |   |    |
| 2011   | „Не сме светци“ (с Аксиния)                          | /                | 10 | да   |      |                                     |   |   |    |
| 2011   | „Предай се“ (с Андреа)                               | /                | 11 | да   |      |                                     |   |   |    |
| 2012   | „Умна и красива“ (с Йордан Йончев-Гъмзата)           | Един от многото  | 12 | да   |      |                                     |   |   |    |
| 2012   | „Любимец 13“                                         | Един от многото  | 13 | да   |      |                                     |   |   |    |
| 2012   | „Време за глупости“ (със Слави Трифонов)             | Един от многото  | 14 | да   |      |                                     |   |   |    |
| 2012   | „Между трима“ (с Цветелина Грахич и Лилия Стефанова) | Един от многото  | 15 | не   |      |                                     |   |   |    |
| 2012   | „Бранджелина“ (с Лилия Стефанова)                    | Един от многото  | 16 | не   |      |                                     |   |   |    |
| 2013   | „Носи ти се славата“                                 | /                | 17 | да   |      |                                     |   |   |    |
| 2013   | „Никога завинаги“                                    |                  | 18 | не   |      |                                     |   |   |    |
| 2013   | „Мама ви“                                            |                  | 19 | не   |      |                                     |   |   |    |
| 2014   | „Ще избиеме рибата“                                  |                  | 20 | да   |      |                                     |   |   |    |
| 2016   | „Не питай колко“                                     |                  | 21 | да   |      |                                     |   |   |    |
| 2016   | „В кого да се влюбя“ (с Алисия)                      |                  | 22 | да   |      |                                     |   |   |    |
| 2017   | „Девет“                                              | Има такъв народ  | 23 | не   |      |                                     |   |   |    |
| 2017   | „Грам не ти пука“                                    |                  | 24 | да   |      |                                     |   |   |    |
| 2019   | „Дръж са либе“ (с Тото H)                            |                  | 25 | да   |      |                                     |   |   |    |
| 2019   | „Сакам да та любя“                                   |                  | 26 | да   |      |                                     |   |   |    |
| 2019   | „Няма упойка“ (с Алисия)                             |                  | 27 | да   |      |                                     |   |   |    |
| 2019   | „Шоуто ще продължи“                                  |                  | 28 | да   |      |                                     |   |   |    |
| 2020   | „Спри, не идвай!“                                    |                  | 29 | да   |      |                                     |   |   |    |

### Турнета
| Година | Име                     | Държава  | Продуцент |      |                             |          |     |
| ------ | ----------------------- | -------- | --------- | ---- | --------------------------- | -------- | --- |
| Година | Име                     | Държава  | Продуцент | 2005 | Национално турне „България“ | България | 7/8 |
| 2007   | „Ние продължаваме“      | България | 7/8       |      |                             |          |     |
| 2009   | „No Mercy-Tour 2009“    | България | 7/8       |      |                             |          |     |
| 2010   | „American Tour 2010“    | САЩ      | 7/8       |      |                             |          |     |
| 2012   | Турне с тримата актьори | САЩ      | 7/8       |      |                             |          |     |

## Водещ
Първата му проява като водещ е в „Бягство към победата“ (проект на Шоуто на Слави)-екстремна ТВ игра, в което двойки участници се състезават, като решават различни задачи и достигат различни точки. По-късно е водещ и на Музикална академия Ку-Ку бенд 2:Стани попфолк звезда заедно с Нели Петкова. Водил е и специално издание на Dancing Stars 2, заедно с Нели Петкова и новогодишната програма на bTV за 2010, отново с Нели Петкова. През есента на 2011 година е водещ на „Вечер на северозападната култура“ 1, 2 и 3, както и на задачата Умна, красива и съобразителна-подобие на „Бягство към победата“ в конкурса „Умна и красива“ (част от Шоуто на Слави).